# Albert Buydens
Albert Louis Joseph Buydens (ur. 15 maja 1905 w Brukseli, zm. ?) – belgijski pływak, uczestnik Letnich Igrzysk 1924 w Paryżu.
Startował w sztafecie 4 × 200 metrów stylem dowolnym podczas igrzysk olimpijskich w 1924 roku. Razem z zespołem odpadli w eliminacjach z czasem 11:14,8.